# Cape Canso
Cape Canso is een kaap in het oosten van de Canadese provincie Nova Scotia. De kaap is het oostelijkste punt van het schiereiland Nova Scotia, wat overeenkomt met het vastelandsgedeelte van de gelijknamige provincie.
Vlak bij de kaap ligt het dorp Canso, dat een van de oudste Britse nederzettingen in Nova Scotia is. Twee kilometer ten noorden van de kaap liggen de Canso-eilanden, die erkend zijn als National Historic Site of Canada.